# Zamarada sahelica
Zamarada sahelica là một loài bướm đêm trong họ Geometridae.